# Fünfhausen (Hamburg)

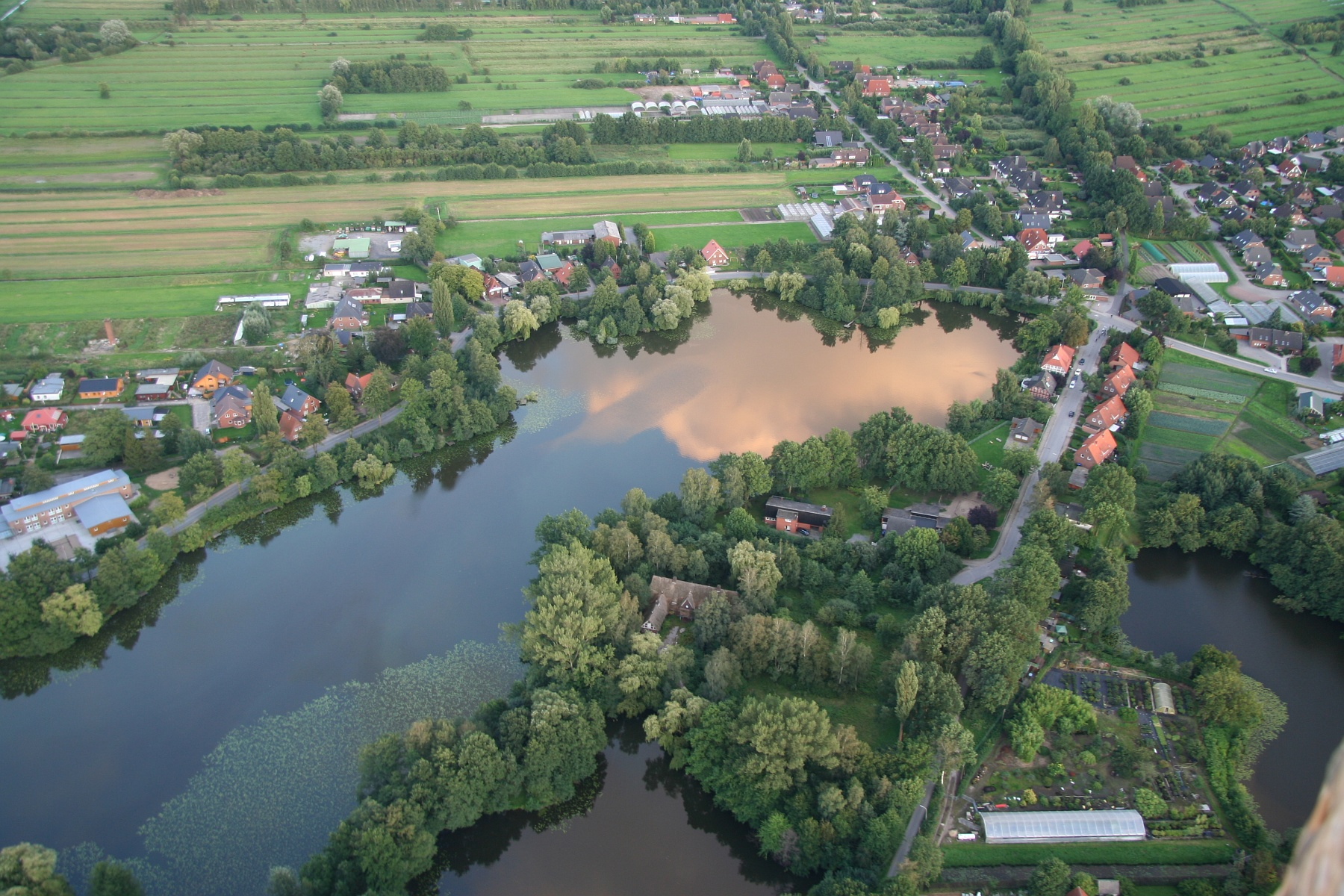
Sandbrack mit Fünfhausen (Kirchwerder), Sicht nach Süden (2010)

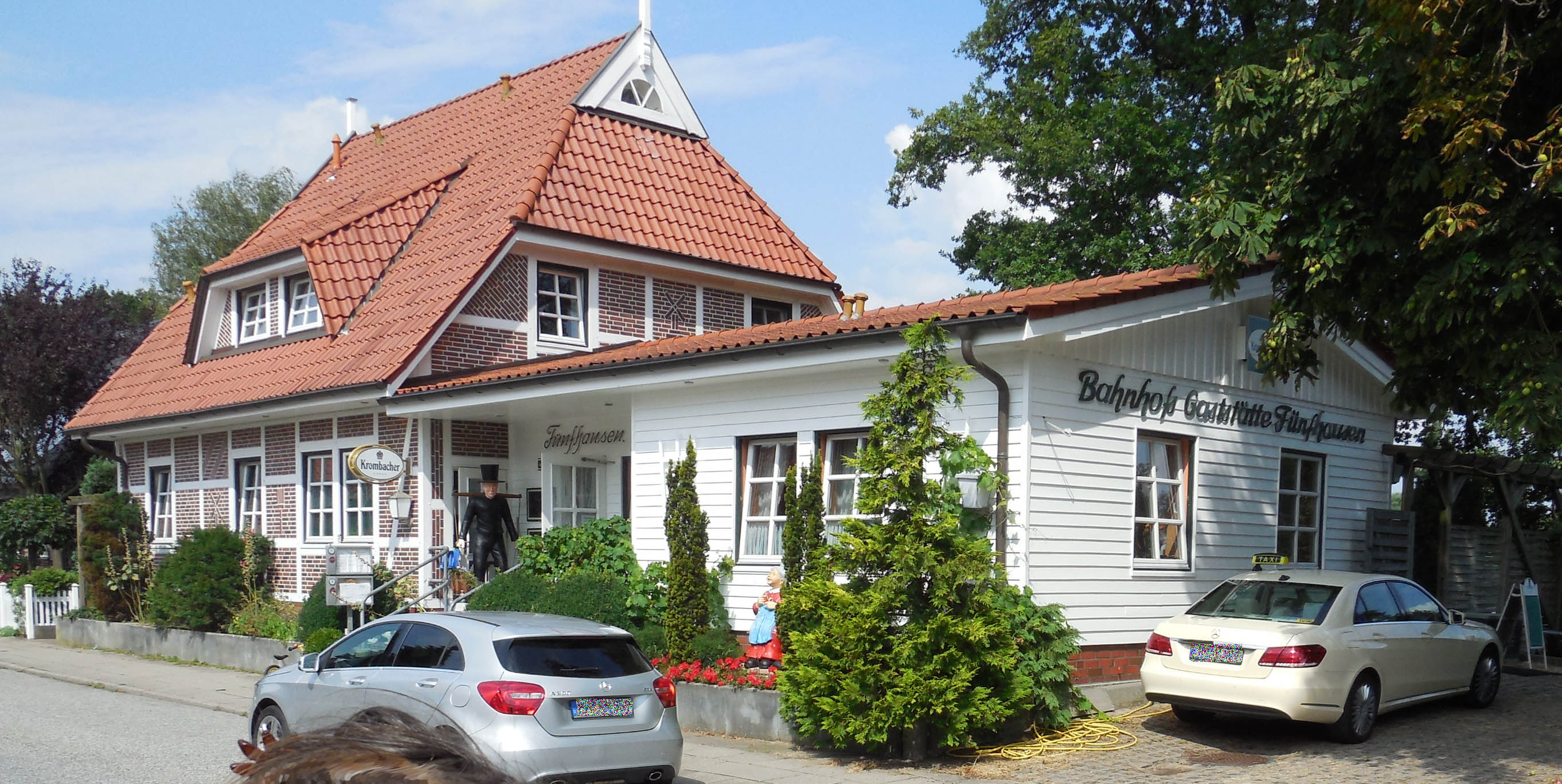
Ehemaliges Bahnhofsgebäude Fünfhausen der Hamburger Marschbahn (2014)

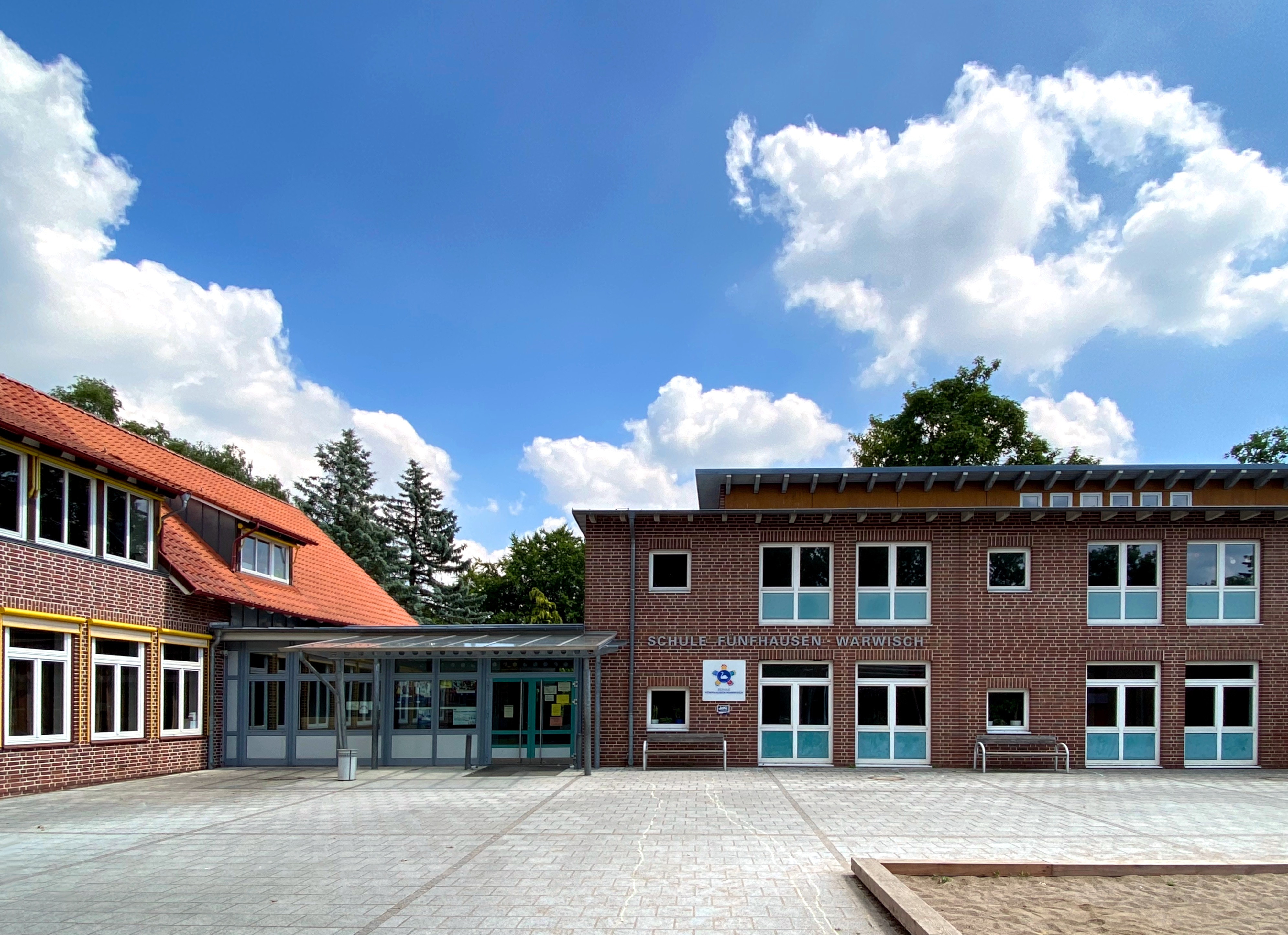
Schule Fünfhausen-Warwisch

Fünfhausen ist ein Ortsteil in Hamburg. Der Ort befindet sich am nordwestlichen Rand des Stadtteils Hamburg-Kirchwerder und damit innerhalb der Vierlande und im Bezirk Bergedorf.

## Lage und Infrastruktur
Ortszentrum von Fünfhausen ist die Straßenkreuzung von Durchdeich mit dem Straßenzug Ochsenwerder Landscheideweg/Süderquerweg und der heute als Radweg genutzten Hamburger Marschbahn. Östlich grenzt daran das größte hamburgische Naturschutzgebiet Kirchwerder Wiesen, im Westen der Stadtteil Ochsenwerder. Südwestlich der Ortschaft liegen der Hohendeicher See und die Elbe, nördlich davon verläuft die Gose-Elbe.
Die bauliche Besiedelung Fünfhausens verläuft hauptsächlich um die südlichen und östlichen Ränder des Weihers „Sandbrack“.
Kommunale Einrichtungen im Ort sind die Grundschule Fünfhausen-Warwisch und die Freiwillige Feuerwehr Fünfhausen-Warwisch. Für den öffentliche Personen-Nahverkehr wird der Ort mit den täglich verkehrenden Buslinien 122, 124, 127 und 224 sowie den Schulbuslinien 222 und 422 des Hamburger Verkehrsverbundes bedient (Stand 2021).  Die größte Bushaltestelle im Ort heißt Fünfhausen (Durchdeich).
Für die Wahl zur Hamburgischen Bürgerschaft und der Bezirksversammlung gehört Fünfhausen zum Wahlkreis Bergedorf.

## Geschichte
Im Jahr 1944 wurden 50 Holzhäuser für ausgebombte Familien im Zweiten Weltkrieg errichtet. Im Volksmund erhielt die Siedlung den Namen "Kistendorf". Vorher standen am selben Ort Unterkünfte eines Arbeitsdienstlagers. Bis heute werden am Durchdeich 110 ausschließlich Häuser mit einer Holzverkleidung gebaut.
Die Schule Fünfhausen (heute Schule Fünfhausen-Warwisch) nahm im April 1950 den Betrieb auf, zunächst provisorisch in einem hölzernen Anbau des Bahnhofs Fünfhausen der noch in Betrieb befindlichen Marschbahn untergebracht, vormals das Klubzimmer der Bahnhofswirtschaft. Die Schule zählte zur Gründung 33 Schüler. Die Gebäude der Volksschule Durchdeich wurden 1951 erbaut, zum Beginn des Schuljahrs 1951/1952 zog die Schule dort ein.
Am 11. Oktober 1954 besuchte der Bundespräsident Theodor Heuss die Vierlande, darunter auch die Gartenbau-Versuchsanstalt Fünfhausen. Die Freiwillige Feuerwehr Fünfhausen ist im Jahr 1972 gegründet worden. Sie entstand nach der Auflösung des „zivilen Bevölkerungsschutz“. Von 1911 bis 2013 befand sich westlich des Sandbrack die "Hamburgische Gartenbauversuchsanstalt Fünfhausen".